# Drake Callender
Drake Steven Callender (Sacramento, California, 7 de octubre de 1997) es un futbolista estadounidense que juega como portero en el Charlotte FC de la Major League Soccer.

## Primeros años
Callender jugó al fútbol juvenil con Cap FC United y Placer United, antes de formar parte de la academia de los San Jose Earthquakes desde 2013 hasta 2016.
En 2016, Callendar comenzó a jugar al fútbol universitario para los California Golden Bears. En cuatro temporadas, Callender disputó 54 partidos, manteniendo 16 vallas invictas. Fue nombrado en el Equipo del Primer Equipo de la Región Oeste de la United Soccer Coaches y en el Primer Equipo de la All-Pac-12 para la temporada 2017. Para la temporada 2018, fue nombrado en la lista de observación previa al MAC Hermann Trophy y obtuvo el Tercer Equipo de la Región Oeste de la United Soccer Coaches y el Segundo Equipo de All-Pac-12.
Mientras estaba en la universidad, Callender pasó tiempo con el equipo de la USL League Two San Francisco Glens, pero no jugó para el equipo durante la temporada 2019.

## Trayectoria
El 12 de noviembre de 2019, Inter Miami adquirió los derechos del jugador formado en casa de Callender de los San Jose Earthquakes a cambio de la 27.ª selección del SuperDraft de la MLS 2020 y potencialmente hasta $150,000 en dinero de Asignación General si Callender cumple ciertas métricas basadas en su desempeño. Se unió al plantel del club antes de su temporada inaugural de la Major League Soccer en 2020.
Fue determinante en la final de la Leagues Cup 2023, durante la final contra Nashville se tuvo que llegar a la definición por penales por equipo completo, es decir, Callender tuvo que patear y convertir su penal, para luego atajarle a su semejante rival Elliot Panicco y sentenciar el primer título del equipo garza.
Durante la temporada 2024 en la jornada 32, siendo un partido clave para Miami contra Columbus Crew, Callender atajo un penal que habría empatado el partido, que terminó con victoria 3-2, esto liquidaría la temporada regular para coronarse campeones de la Supporter's Shield con dos partidos de sobra.

## Estadísticas
Actualizado al último partido disputado el 10 de noviembre de 2024.
| Club                                                                        | Div.          | Temporada     | Liga  | Liga  | Liga   | Copas nacionales(1) | Copas nacionales(1) | Copas nacionales(1) | Copas internacionales(2) | Copas internacionales(2) | Copas internacionales(2) | Total | Total | Total  | Media encajados |
| Club                                                                        | Div.          | Temporada     | Part. | Goles | P.Inv. | Part.               | Goles               | P.Inv.              | Part.                    | Goles                    | P.Inv.                   | Part. | Goles | P.Inv. | Media encajados |
| --------------------------------------------------------------------------- | ------------- | ------------- | ----- | ----- | ------ | ------------------- | ------------------- | ------------------- | ------------------------ | ------------------------ | ------------------------ | ----- | ----- | ------ | --------------- |
| Inter de Miami Estados Unidos                                               | 1.ª           | 2020          | —     | —     | —      | —                   | —                   | —                   | —                        | —                        | —                        | 0     | 0     | 0      | 0               |
| Inter de Miami Estados Unidos                                               | 1.ª           | 2021          | —     | —     | —      | —                   | —                   | —                   | —                        | —                        | —                        | 0     | 0     | 0      | 0               |
| Inter de Miami Estados Unidos                                               | 1.ª           | 2022          | 25    | 40    | 4      | 3                   | 2                   | 1                   | —                        | —                        | —                        | 28    | 42    | 5      | 1.5             |
| Inter de Miami Estados Unidos                                               | 1.ª           | 2023          | 33    | 53    | 5      | 5                   | 8                   | 1                   | 7                        | 8                        | 2                        | 45    | 69    | 8      | 1.53            |
| Inter de Miami Estados Unidos                                               | 1.ª           | 2024          | 35    | 51    | 5      | —                   | —                   | —                   | 7                        | 16                       | 0                        | 42    | 67    | 5      | 1.6             |
| Inter de Miami Estados Unidos                                               | 1.ª           | 2025          | 3     | 5     | 1      | —                   | —                   | —                   | —                        | —                        | —                        | 3     | 5     | 1      | 1.67            |
| Inter de Miami Estados Unidos                                               | Total club    | Total club    | 96    | 149   | 15     | 8                   | 10                  | 2                   | 14                       | 24                       | 2                        | 118   | 183   | 19     | 1.55            |
| Inter de Miami II Estados Unidos                                            | 3.ª           | 2021          | 17    | 31    | 2      | —                   | —                   | —                   | —                        | —                        | —                        | 17    | 31    | 2      | 1.82            |
| Inter de Miami II Estados Unidos                                            | Total club    | Total club    | 17    | 31    | 2      | —                   | —                   | —                   | —                        | —                        | —                        | 17    | 31    | 2      | 1.82            |
| Total carrera                                                               | Total carrera | Total carrera | 113   | 180   | 17     | 8                   | 10                  | 2                   | 14                       | 24                       | 2                        | 135   | 214   | 21     | 1.59            |
| (1) Incluye datos de la U.S. Open Cup. (2) Incluye datos de la Leagues Cup. |               |               |       |       |        |                     |                     |                     |                          |                          |                          |       |       |        |                 |

## Palmarés

### Títulos nacionales
| Título             | Equipo         | Sede           | Año  |
| ------------------ | -------------- | -------------- | ---- |
| Supporter's Shield | Inter de Miami | Estados Unidos | 2024 |

### Títulos internacionales
| Título                          | Equipo                      | Sede           | Año  |
| ------------------------------- | --------------------------- | -------------- | ---- |
| Liga de Naciones de la Concacaf | Selección de Estados Unidos | Concacaf       | 2023 |
| Leagues Cup                     | Inter de Miami              | Estados Unidos | 2023 |
| Liga de Naciones de la Concacaf | Selección de Estados Unidos | Concacaf       | 2024 |

### Distinciones individuales
| Distinción                      | Año  |
| ------------------------------- | ---- |
| Guante de Oro de la Leagues Cup | 2023 |